# سبيسرد ليندساي هولند
وهو سياسي أمريكي ينتمي إلى الحزب الديمقراطي ولد سبيسرد ليندساي هولند في 10 تموز من سنة 1892 في ولاية فلوريدا الأمريكية حصل هولند على شهادة القانون في عام 1916 من جامعة ولاية فلوريد خدم سبيسرد ليندساي هولند في فرنسا أثناء الحرب العالمية الأولى هولند كان قد شغل منصب المدعي العام لمقاطعة بولك بولاية فلوريدا ما بين عامي 1919 إلى عام 1920 كان سبيسرد ليندساي هولند قد شغل منصب حاكم ولاية فلوريدا الأمريكية ما بين عامي 1941 إلى عام 1945 وخدم عضوا في مجلس الشيوخ الأمريكي من عام 1946 إلى 2 كانون الثاني من سنة 1971 توفي سبيسرد ليندساي هولند في 6 تشرين الثاني من سنة 1971 في ولاية فلوريدا.